# Иванов, Энсай Макарович
Энса́й Мака́рович Ивано́в (25 июня 1933, Мари-Йошкаренер, Куженерский район, Марийская автономная область, РСФСР, СССР ― 9 марта 2003, Советский, Марий Эл, Россия) ― марийский советский музеевед, краевед, журналист, педагог, общественный деятель, член Союза журналистов СССР. Основатель и первый директор Советского районного краеведческого музея Марий Эл (1995—2003). Директор Ивансолинской средней школы Куженерского района (1956―1960), Оршинской (1962―1967) и Ронгинской школы Советского района Марийской АССР (1967―1971). Член КПСС.

## Биография
Родился 25 июня 1933 года в дер. Мари-Йошкаренер ныне Куженерского района Марий Эл в семье ветеринарного фельдшера и учительницы.
В 1955 году окончил историческое отделение Марийского педагогического института имени Н. К. Крупской. По его окончании был направлен учителем в среднюю школу с. Средний Бугалыш Красноуфимского района Свердловской области, где проработал 1 год.
С 1956 года работал директором Ивансолинской средней школы Куженерского района Марийской АССР, с 1960 года ― заместителем председателя Куженерского райисполкома.
С 1962 года ― директор Оршинской, в 1967―1971 годах ― директор Ронгинской школы Советского района МарАССР.
С 1971 года ― корреспондент, заместитель редактора Советской районной газеты «За коммунизм» Марийской АССР. 
С 1995 года ― основатель и первый директор Советского районного краеведческого музея Марийской АССР. 
Ушёл из жизни 9 марта 2003 года в п. Советский Марий Эл, похоронен там же.

## Музейная и краеведческая деятельность
В годы работы директором Ивансолинской средней школы Куженерского района и Ронгинской школы Советского района МарАССР основал в них школьные краеведческие музеи.
В 1995 году стал инициатором открытия, организатором Советского районного краеведческого музея Марийской АССР.
Автор книг «Край родной, любимый» (1995), «Гордость и слава района» (2000), посвящённых известным уроженцам Советского района Марий Эл.
Вплоть до последних дней жизни занимался журналистикой, писал статьи и заметки в газеты, подготовил к выпуску 2 том районной книги памяти «Они защищали Родину». Член Союза журналистов СССР. 

## Память
- С 2006 года имя основателя Э. М. Иванова носит Советский районный краеведческий музей Марий Эл[2][4][7].